# Мосальський район
Мосальський район — муніципальне утворення в Калузькій області Росії. Адміністративний центр — місто Мосальськ.

## Географія
Район розташований на заході Калузької області. Площа 1320 км  2  (9-е місце серед районів). Район межує з Юхновським, Мещовським, Барятинським районами Калузької області, на північному заході — з Смоленською областю.
Основні річки — Реса, Перекша, Свотиця, Пополта.

## Історія
Район було утворено в 1929 році у складі Сухініцького округу Західної області, до нього увійшла велика частина території колишнього Мосальського повіту Калузької губернії.
В 1937 році район увійшов до складу Смоленської області.
5 липня 1944 року район увійшов до складу новоствореної Калузької області.
В 1962—1964 роках район був скасований, його територія входила до складу Юхновського району.